# 山田耻目
山田 耻目（やまだ はじめ、1922年1月8日 - 1988年4月18日）は、日本の政治家、日本社会党衆議院議員（6期）。

## 経歴
山口県出身。朝鮮総督府立鉄道養成所卒。朝鮮釜山鉄道局に勤務した後、広島鉄道局に勤務する。国鉄労働組合本部書記長、公労協初代議長となり、1963年の第30回衆議院議員総選挙で山口2区から日本社会党公認で立候補して当選する。以来当選6回。社会党内では中央執行委員などを歴任した。1983年の第37回衆議院議員総選挙には出馬せず引退した。1988年死去。